# Tandy Radio Shack 1000 HX
Tandy Radio Shack 1000 HX (1000 HX) је кућни рачунар, производ фирме Тенди (Tandy Radio Shack) који је почео да се израђује у САД током 1987. године.
Користио је Intel 8088 као централни микропроцесор а RAM меморија рачунара 1000 HX је имала капацитет од 256 KB (до 640 KB). 
Као оперативни систем кориштен је MS-DOS 2.11 уграђен у РОМ, DeskMate 2.0, GW Microsoft Basic укључени са системом.

## Детаљни подаци
Детаљнији подаци о рачунару 1000 HX су дати у табели испод.
|                       |                                                                        |
| [ 1 ]                 |                                                                        |
| Произвођач            | Тенди                                                                  |
| Тип                   | кућни рачунар                                                          |
| Меморија              | 256 (до 640 KB)                                                        |
| Поријекло             | Сједињене Америчке Државе                                              |
| Година                | 1987                                                                   |
| Тастатура             | Тастатура са пуним помаком тастера, 92 тастера, 12 функцијских тастера |
| Процесор              |                                                                        |
| Фреквенција процесора | 4,77 / 7,16                                                            |
| RAM                   | 256 (до 640 KB)                                                        |
| ROM                   | 16 KB                                                                  |
| Текст                 | непознато                                                              |
| Графика               | CGA/TGA, 160 x 200, 320 x 200, 640 x 200                               |
| Боја                  | 16 боја                                                                |
| Звук                  | 3 гласа + 1 звучни канал                                               |
| Димензије             | непознато                                                              |
| Портови               |                                                                        |
| Оперативни систем     | уграђен у укључени са системом                                         |